# 圣路易斯 (葡萄牙堂区)
圣路易斯（葡萄牙語：São Luís）是葡萄牙贝雅区的一个堂区。总面积146.81平方公里，总人口2249人，人口密度15.3人/平方公里。